# Pizzo dei Piani
Il Pizzo dei Piani (3.158 m s.l.m.), in dialetto Piz di Pian, è una montagna delle Alpi dell'Adula nelle Alpi Lepontine.

## Descrizione
Si trova lungo il confine tra l'Italia (Lombardia) e la Svizzera (Canton Grigioni). La montagna è collocata nella Catena Mesolcina tra l'italiana Valle Spluga e la svizzera Val Curciusa poco a sud del Pizzo Ferré.

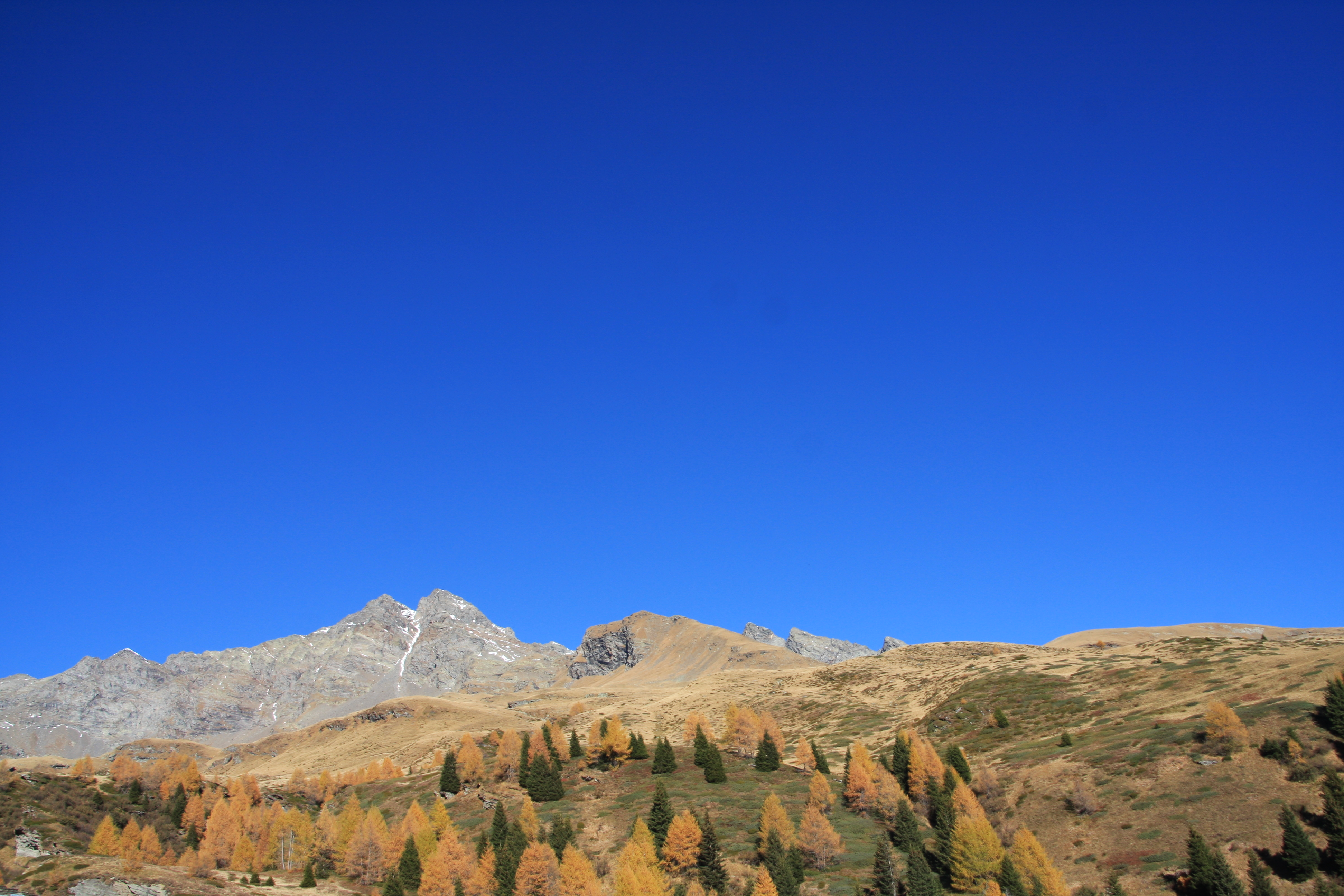
Pizzi dei Piani in un panorama autunnale visti da Borghetto di Sopra (1980 m s.l.m.) in Valchiavenna